# Турчешть (Вилча)
Турчешть, Турчешті (рум. Turcești) — село у повіті Вилча в Румунії. Входить до складу комуни Матеєшть.
Село розташоване на відстані 188 км на захід від Бухареста, 40 км на захід від Римніку-Вилчі, 79 км на північ від Крайови.

## Населення
За даними перепису населення 2002 року у селі проживали 1327 осіб, з них 1326 осіб (99,9%) румунів. Рідною мовою 1326 осіб (99,9%) назвали румунську.